# 천곡사 (포항시)
천곡사(泉谷寺)는 경상북도 포항시의 도음산에 위치한 대한불교조계종 소속의 사찰이다. 조계종 제11교구 본사인 불국사의 말사이다.
포항 북구 흥해읍 학천리의 협곡 사이 숲 속에 있다. 영곡사(靈谷寺)라고 불리기도 한다. 포항 앞바다 영일만과 호미곶이 내려다보여 전망이 아름답다.
천곡사는 신라 시대에 자장이 창건한 것으로 알려져 있다. 창건 설화에 따르면 피부병을 앓던 선덕여왕이 천곡사가 있는 동해안 천곡령(泉谷嶺)의 약수에 목욕하고 완쾌한 뒤, 병이 나은 것에 감사해 하면서 자장에게 명하여 지어진 절이라고 한다. 절 이름도 천곡령에서 따왔고, 절 안에는 선덕여왕이 목욕한 곳으로 전해지는 우물 석정(石井)이 남아 있다. 가뭄이 심할 때도 석정에서는 맑고 영험한 물이 샘솟았다는 전설이 있다.
이후 오랫동안 기록에 등장하지 않아 자세한 연혁은 알 수 없다. 임진왜란과 정유재란 등 전란이 있을 때마다 전쟁 피해를 자주 겪어 여러 차례 폐사되었다. 일제강점기까지는 13동의 건물을 보유한 대형 사찰이었으나, 한국 전쟁을 거친 뒤 부도탑과 석주, 건물 몇 채만 남은 작은 절이 되었다.

## 소장 문화재
- 포항 천곡사 관음전 석조보살좌상 - 경상북도 문화재자료 제660호

## 같이 보기
- 도음산

## 참고자료
- 최홍 (2007년 1월 1일). ““첨성대는 메소포타미아 여신 섬긴 석녀(石女) 선덕여왕의 개인 제단””. 신동아. 478~504면. 2008년 5월 17일에 확인함.
- “천곡사(泉谷寺)의 영험한 샘”. 포항KBS. 2003년 11월 25일. 2004년 12월 17일에 원본 문서에서 보존된 문서. 2008년 5월 17일에 확인함.